# Conophytum smorenskaduense
Conophytum smorenskaduense là một loài thực vật có hoa trong họ Phiên hạnh. Loài này được de Boer mô tả khoa học đầu tiên năm 1968.